# Павел Волович
Павел Воллович (герба Богорія; помер 6 березня 1630) — підскарбій надвірний литовський у 1619), староста Гродненський (1615), підкоморій і городничий Гродненський (1600).

## Життєпис
Представник литовського магнатського роду Воловичів герба «Богорія». Син маршалка гродненського Івана Воловича від другого шлюбу з Анною Копець. Брати — підстароста жемайтський Андрій та єпископ віленський Євстафій.
У 1600 за підтримки Миколая Радзивіла «Сирітки» Павел Воллович отримав посаду підкоморія гродненського.
У 1601 став городничим гродненським, а з 1615 — старостою.
У 1619 Павел Воллович отримав посаду підскарбія надвірного литовського.
У 1597 був обраний послом на сейм, двічі обирався депутатом литовського трибуналу (1599 та 1602).

## Родина
Був одружений із Софією Ходкевич, донькою каштеляна віленського Єронима Ходкевича (1560—1617).
Діти
- Казимир Євстафій Волович, стольник великий литовський
- Андрій Волович, іезуїт, ректор Віленської академії.